# George Genereux
George Genereux (n. 1 martie 1935, Saskatoon, Saskatchewan, Canada – d. 10 aprilie 1989, Saskatoon, Saskatchewan, Canada) a fost un sportiv ce a reprezentat Canada, medaliat olimpic. A participat la o ediție a Jocurilor Olimpice (1952) în care a câștigat o medalie de aur.